# Gaidis Bērziņš
Gaidis Bērziņš (født 20. oktober 1970 i Riga i Lettiske SSR) er en lettisk politiker, jurist og universitetslektor i jura. Han er nuværende lettisk justitsminister og med-formand for Den Nationale Alliance sammen med Raivis Dzintars.
Bērziņš udnævntes til lettisk justitsminister første gang i 2006, hvor han indtog embedet den 7. november 2006 og var aktiv til den 12. marts 2009. Han blev valgt til den 10. Saeima i 2010 som én af to repræsentanter for Tēvzemei un Brīvībai/LNNK (For fædreland og frihed/LNNK). Ved valget til den 11. Saeima i 2011 dannede partiet en centrum-højre koalitionsregering med Zatlera Reformu partija og Vienotība. Fra den 25. oktober 2011 til den 21. juni 2012 var han Letlands justitsminister i Valdis Dombrovskis' tredje regering.